# 2310 Olshaniya
2310 Olshaniya este un asteroid din centura principală, descoperit pe 26 septembrie 1974 de Liudmila Juravliova.